# Chuck Cooper (Basketballspieler)
Charles Henry „Chuck“ Cooper (* 29. September 1926 in Pittsburgh, Pennsylvania; † 5. Februar 1984 ebenda) war ein US-amerikanischer Basketballspieler. Er wurde 2019 als Spieler posthum in die Naismith Memorial Basketball Hall of Fame aufgenommen. Seit der Saison 2021/22 ist er Namensgeber der Trophäe des Siegers der Pacific Division.

## Karriere
Cooper war der erste afroamerikanische Spieler der NBA-Geschichte, der 1950 im Rahmen des NBA-Draftverfahrens von einem Verein gewählt wurde.
Nachdem er bis 1950 für die Westinghouse High School in Pittsburgh sowie die Athletikabteilungen der Duquesne University (NCAA) und des West Virginia State Colleges (CIAA) gespielt hatte, holte ihn Red Auerbach zu den Boston Celtics. Er spielte außerdem in der Off-Season für die Harlem Globetrotters und später für die Harlem Magicians. Nach vier Jahren in Boston wechselte Cooper zu den Milwaukee Hawks, ehe er seine Karriere bei den Ft. Wayne Pistons beendete.
Während seiner NBA-Laufbahn kam Cooper auf insgesamt 409 Einsätze, erzielte dabei 2.725 Punkte und sammelte 2.439 Rebounds, was einen Schnitt von 6,5 Punkten sowie 5,9 Rebounds pro Spiel bedeutet.